# Bhavavarman I.
Bhavavarman I. (reg. ca. 550; † 600 in Bhavaborah, Kambodscha) war bis zu seinem Tod König des Reiches Chenla in Kambodscha. Später entstand aus diesem Reich das mächtige Königreich der Khmer, das große Teile Südostasiens vereinigte.
Königin Kambuja-raja-lakshmi heiratete Bhavavarman I., der sich dadurch den Anspruch auf den Thron sicherte. Der Bräutigam war jedoch höchstwahrscheinlich ein Enkel des Königs von Funan, einem mächtigeren Nachbarn von Chenla.
Bhavavarman I. konnte den Einflussbereich Chenlas in das Tal des Mekong ausdehnen, wobei er sowohl Funan als auch das alte vietnamesische Reich Champa angriff. Der Grund für diese Kämpfe ist nicht klar. Es wird angenommen, dass Bhavavarman sich gegen die Übernahme der Macht in Funan seitens Rudravarman auflehnen wollte, der den rechtmäßigen Thronerben ermorden ließ. Entweder wollte Bhavavarman den Thron für sich selbst oder wenigstens den Rücktritt Rudravarmans zugunsten des rechtmäßigen Thronerbens.
Bhavavarman I. folgte sein Bruder Chitrasena nach, der den Thronnamen Mahendravarman annahm. Chinesische Quellen deuten an, dass er mehr als sein Bruder zur Verschärfung der Auseinandersetzungen beigetragen hat. Die Quellen berichten auch, dass Anfang des 7. Jahrhunderts Funan von einem neuen König regiert wurde, einem „verruchten“ König, der nicht dem Buddhismus anhing. Sowohl Bhavavarman I. als auch sein Bruder könnten auf diese Kennzeichnung passen, da sie dem traditionellen shivaitischen Glauben folgten.